# Stizocera plicicollis
Stizocera plicicollis là một loài bọ cánh cứng trong họ Cerambycidae.